# Distorsionella lewisi
Distorsionella lewisi is een slakkensoort uit de familie van de Thalassocyonidae. De wetenschappelijke naam van de soort is voor het eerst geldig gepubliceerd in 1978 door Beu.